# Ulica Mielecka we Wrocławiu
Ulica Mielecka – ulica położona we Wrocławiu na osiedlu Gajowice, w dawnej dzielnicy Fabryczna. Ulica ma 441 m długości. Biegnie od ulicy Kruczej i Stalowej do Alei Generała Józefa Hallera. Przy ulicy znajdują się między innymi zachowane budynki wpisane do gminnej ewidencji zabytków.

## Historia
Ulica przebiega przez obszar osiedla Gajowice, który został włączony do miasta w 1868 r.. Stosunkowo późno, na śladzie dawnej drogi gruntowej, wytyczono tu trzeci, ostatni odcinek ulicy Kruczej i rozpoczęto w tym rejonie budowę osiedli mieszkaniowych. Zabudowa przy ulicy Mieleckiej powstawała w latach 1920-1930.
Zniszczenia jakie powstały w wyniku działań wojennych prowadzonych podczas oblężenia Wrocławia w 1945 r. przy ulicy Mieleckiej były stosunkowo mniejsze w porównaniu z innymi częściami miasta. Tylko po zachodniej stronie ulicy przy Alei Generała Józefa Hallera przedwojenna zabudowa uległa zniszczeniu. Zachowała się jednak zabudowa pierzejowa po stronie wschodniej ulicy i przy północnym odcinku po stronie zachodniej. Wynikało to z faktu, iż ta część miasta została zdobyta przez Armię Czerwoną stosunkowo wcześnie, bo już w lutym 1945 r., a kolejne walki prowadzone w ramach ofensywy ukierunkowanej na zdobycie miasta, skutkowały zniszczeniami w dalszej jego części.

## Nazwy
W swojej historii ulica nosiła następujące nazwy:
- Grillparzerstrasse, do 1946 r.[8][9]
- Mielecka, od 1946 r.[1][8].

Nazwa niemiecka ulicy Grillparzerstrasse upamiętniała Franza Grillparzera, urodzonego 15.01.1791 r. w Wiedniu, zmarłego 21.01.1872 r. również w Wiedniu, wybitnego dramatopisarza austriackiego. Współczesna nazwa ulicy została nadana przez Zarząd Wrocławia i ogłoszona w okólniku nr 184 z 7.11.1946 r..

## Układ drogowy
Do ulicy Mieleckiej przypisana jest droga gminna o długości 441 m (numer drogi 106395D, numer ewidencyjny drogi G1063950264011). Ulica położona jest na działce ewidencyjnej o powierzchni 8.495 m2. Łączy ulicę Kruczą i Stalową z Aleją Generała Józefa Hallera. Uznaje się, iż ulica Mielecka stanowi szkielet przestrzeni publicznej osiedla.
Ulica łączy się z następującymi drogami publicznymi, kołowymi:
| powiązanie                         | droga                                                                                         | foto |
| ---------------------------------- | --------------------------------------------------------------------------------------------- | ---- |
| kontynuacja                        | ulica Stalowa                                                                                 |      |
| skrzyżowanie                       | ulica Krucza                                                                                  |      |
| skrzyżowanie                       | ulica Bernarda Pretficza                                                                      |      |
| skrzyżowanie                       | ulica Sztabowa                                                                                |      |
| skrzyżowanie                       | ulica Połaniecka                                                                              |      |
| skrzyżowanie sygnalizacja świetlna | aleja Generała Józefa Hallera w ramach obwodnicy śródmiejskiej Wrocławia torowisko tramwajowe |      |
| kontynuacja                        | droga wewnętrzna Centrum Handlowe Borek                                                       |      |

Przystanki autobusowe i tramwajowe położone w ciągu Alei Generała Józefa Hallera przy skrzyżowaniu z ulicą Mielecką noszą nazwę od tej ulicy "Mielecka", a przystanki autobusowe w ciągu ulicy Kruczej noszą nazwę "Krucza (Mielecka)".
Na całej ulicy jezdnia posiada nawierzchnię z granitowej kostki brukowej, z wyłączeniem krótkiego odcinka przy skrzyżowaniu z Aleją Generała Józefa Hallera, gdzie wykonano nawierzchnię z masy bitumicznej.

## Zabudowa i zagospodarowanie

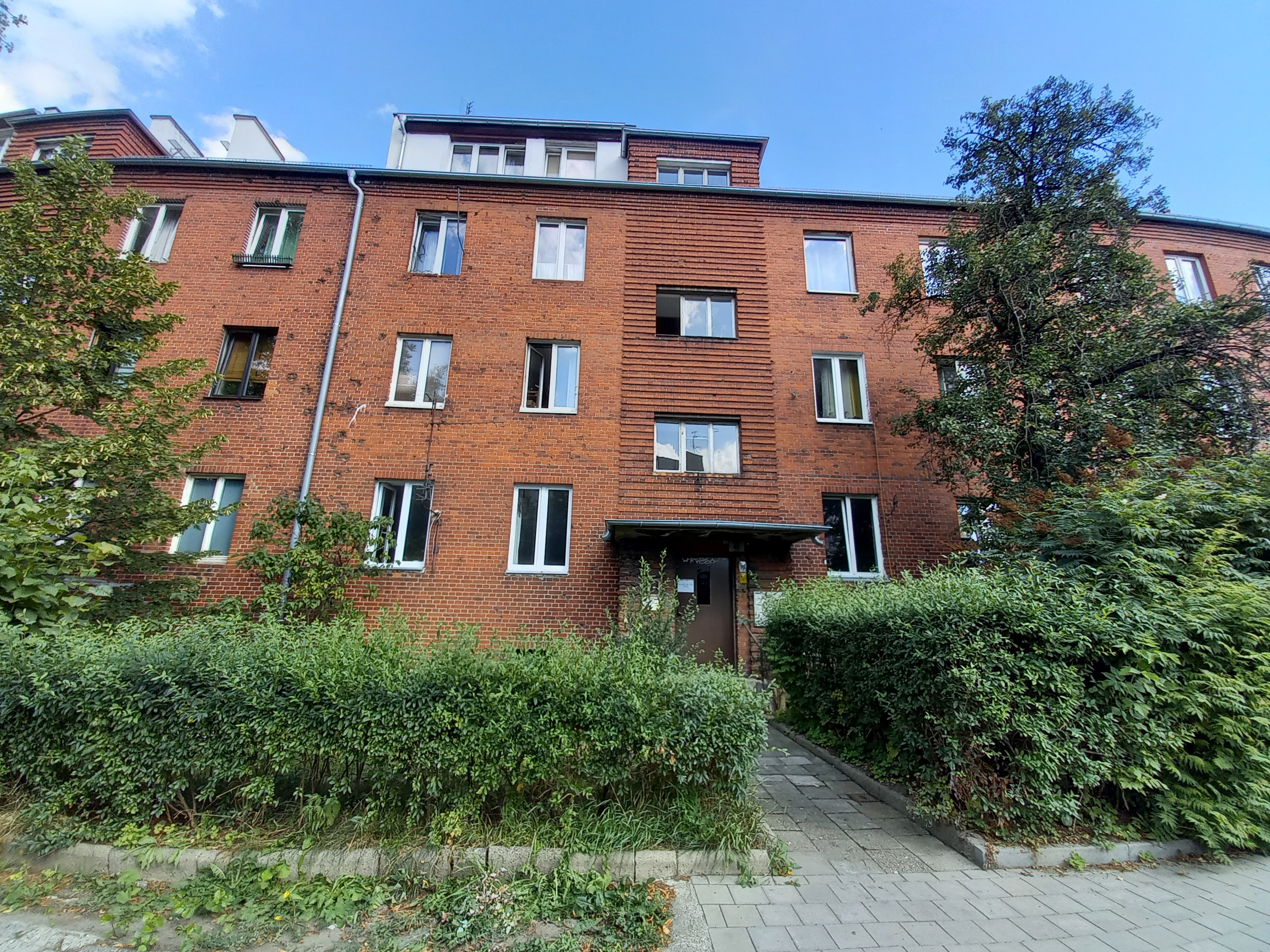
Ul. Mielecka 38-42

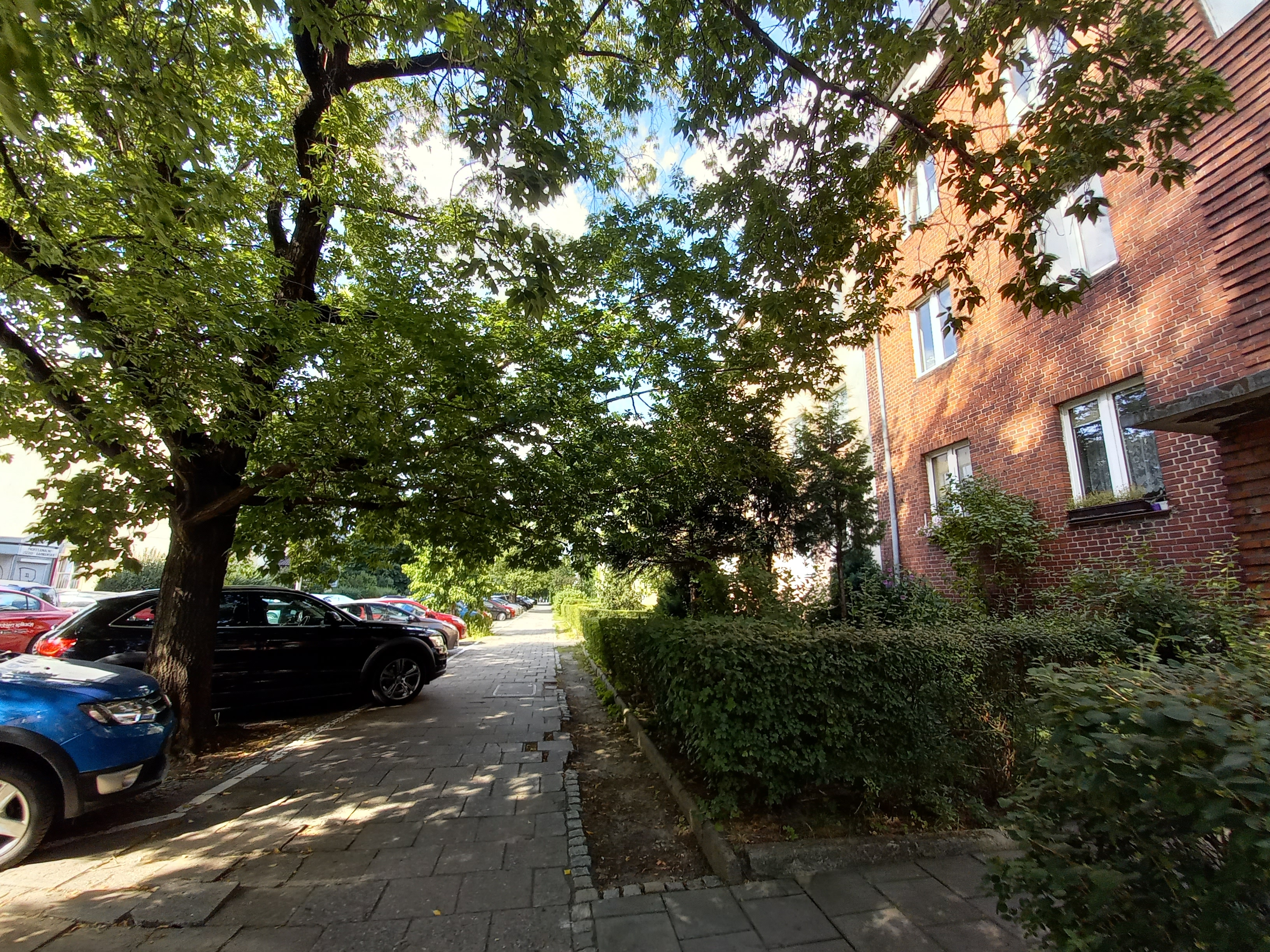
Szpaler drzew po stronie wschodniej

Zabudowa ulicy Mieleckiej, od ulicy Kruczej obejmuje przedwojenne budynki o trzech lub czterech kondygnacjach nadziemnych, tworzących ciągłą pierzeję po stronie wschodniej, sięgającą Alei Generała Józefa Hallera, z przejazdem bramowym w ciągu ulicy Sztabowej oraz ciągłą pierzeję po stronie zachodniej sięgającą ulicy Połanieckiej. Na wolnym terenie rozciągającym się za ulicą Połaniecką, w ramach Osiedla Gajowice, posadowiono po wojnie cztery budynki mieszkalne wolnostojące, pięciokondygnacyjne, o powierzchniach zabudowy od 494 do 506 m², o adresach ulica Mielecka 27, 29, 31, 33, z jedną klatką schodową każdy z nich i mieszkalno-usługowy budynek jedenastokondygnacyjny, dwuklatkowy, o powierzchni zabudowy 430 m², o adresach Aleja Generała Józefa Hallera 65 i 67.
Ulica przebiega przez teren o wysokości bezwzględnej od 119,0 do 121,6 m n.p.m..

## Zieleń
Tereny zieleni w otoczeniu ulicy Mieleckiej:
- Wnętrze przy ul. Kruczej (wnętrze z zielenią, ważny dziedziniec, ogród), przy ulicy Bernarda Pretficza[31]
- Wnętrze przy ul. Mieleckiej i ul. Połanieckiej (wnętrze z zielenią, ważny dziedziniec, ogród), za budynkami przy ulicy Mieleckiej 1-25[32]
- Zieleń międzyblokowa przy ul. Mieleckiej (wnętrze z zielenią, ważny dziedziniec, ogród), za budynkami przy ulicy Mieleckiej 20-44[33]
- szpaler drzew, wzdłuż ulicy obustronnie, z wyłączeniem odcinka przy numerach 1, 3, 5 po stronie zachodniej[12].

## Demografia
Ulica przebiega przez kilka rejonów statystycznych o wysokim stopniu zaludnienia przy czym dane pochodzą z 31.12.2019 r..
| Rejon statystyczny nr | Ilość osób zameldowanych | Gęstość zaludnienia [lud./km²] | położenie                                         |
| --------------------- | ------------------------ | ------------------------------ | ------------------------------------------------- |
| 930990                | 1.121                    | 18.926                         | strona wschodnia, od ul. Kruczej do ul. Pretficza |
| 931000                | 1.239                    | 16.141                         | strona wschodnia, od ul. Pretficza do al. Hallera |
| 930980                | 1.413                    | 17.946                         | strona zachodnia, od ul. Kruczej do al. Hallera   |

## Ochrona i zabytki
Ulica Mielecka w całości przebiega przez obszar podlegający ochronie jako zespół urbanistyczny kształtowany według dostępnych wzmianek od  XIII wieku, a później w latach 80. XIX wieku i po 1945 r. W szczególności ochronie podlega historyczny układ urbanistyczny dzielnicy
w rejonie alei generała Józefa Hallera oraz ulic Powstańców Śląskich i Sztabowej oraz placu Powstańców Śląskich, którego stan zachowania ocenia się jako dobry. Przy ulicy i w najbliższym sąsiedztwie znajdują się następujące zabytki:
| obiekt, położenie                       | powstanie, nr rej.                                | fotografia |
| --------------------------------------- | ------------------------------------------------- | ---------- |
| strona zachodnia                        |                                                   |            |
| budynek mieszkalny ulica Krucza 110-112 | 1928 r. rodzaj ochrony: inny                      |            |
| budynek mieszkalny ulica Mielecka 1-5   | około 1925-1930 r. rodzaj ochrony: inny           |            |
| budynek mieszkalny ulica Mielecka 7-25  | około 1920 r., około 1950 r. rodzaj ochrony: inny |            |
| strona wschodnia                        |                                                   |            |
| budynek mieszkalny ulica Krucza 102-108 | około 1920-1925 r. rodzaj ochrony: inny           |            |
| budynek mieszkalny ulica Mielecka 4-16  | około 1920 r. rodzaj ochrony: inny                |            |
| budynek mieszkalny ulica Mielecka 18-20 | około 1920 r. rodzaj ochrony: inny                |            |
| budynek mieszkalny ulica Mielecka 22-32 | około 1920-1925 r. rodzaj ochrony: inny           |            |
| budynek mieszkalny ulica Mielecka 34-36 | około 1920-1925 r. rodzaj ochrony: inny           |            |
| budynek mieszkalny ulica Mielecka 38-42 | około 1920-1925 r. rodzaj ochrony: inny           |            |
| budynek mieszkalny ulica Mielecka 44    | około 1920-1925 r. rodzaj ochrony: inny           |            |

## Osiedle kompletne

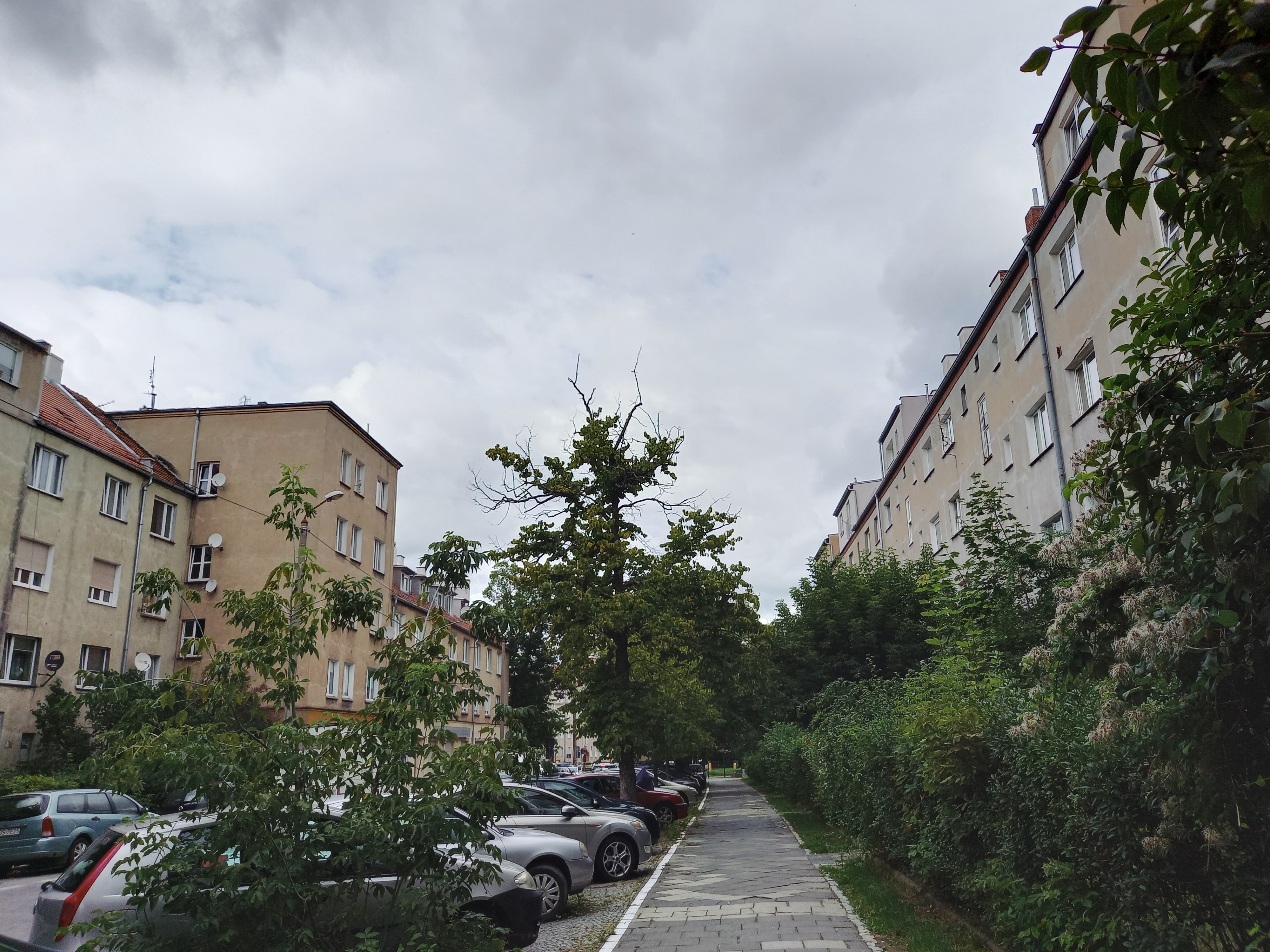
W kierunku ul. Kruczej

Ulica Mielecka na całej swej długości przebiega przez obszar tzw. osiedla kompletnego – Śródmieście Południowe – wskazanego przez urbanistów. W ramach standardów określonych w tym projekcie wyznaczono kierunki rozwoju tego obszaru, także na podstawie konsultacji społecznych, a ich realizacja oparta jest na Wytycznych przestrzennych na rzecz osiedli kompletnych . W ramach tego projektu wyznaczono przy ulicy Mieleckiej dwa punkty stanowiące ważną przestrzeń publiczną placu lub skrzyżowania: skrzyżowanie ulic Kruczej i Mieleckiej oraz Alei Generała Józefa Hallera i Mieleckiej, wraz ze strefą standardu mobilności.

## Baza TERYT

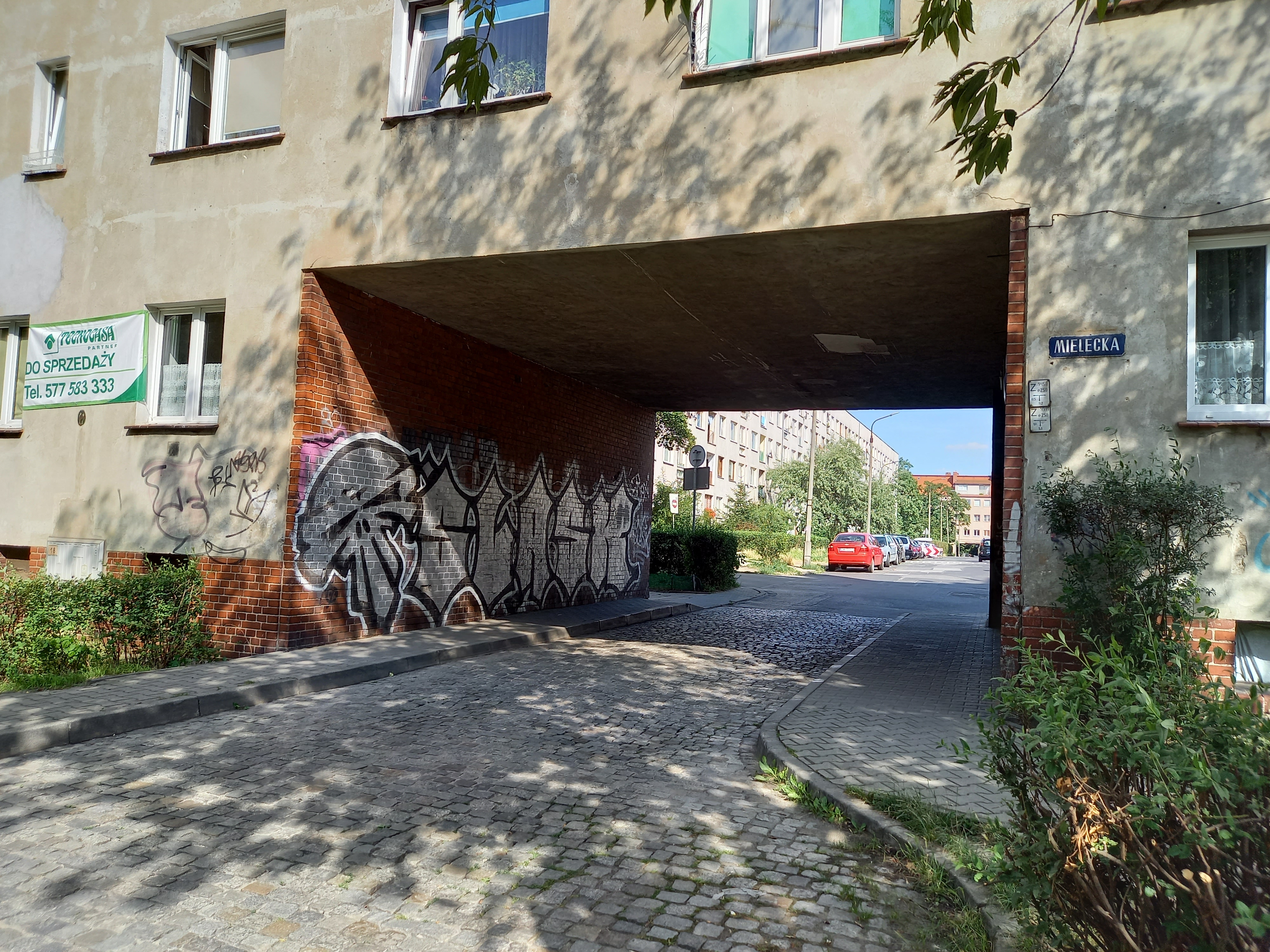
Przejazd bramowy ul. Sztabowa

Dane Głównego Urzędu Statystycznego z bazy TERYT, spis ulic (ULIC):
- województwo: DOLNOŚLĄSKIE (02)
- powiat: Wrocław (0264)
- gmina/dzielnica/delegatura: Wrocław (0264011) gmina miejska; Wrocław-Fabryczna (0264029) delegatura
- Miejscowość podstawowa: Wrocław (0986283) miasto; Wrocław-Fabryczna (0986290) delegatura
- kategoria/rodzaj: ulica
- Nazwa ulicy: ul. Mielecka (12784).